# Usnée
Usnea
Genre

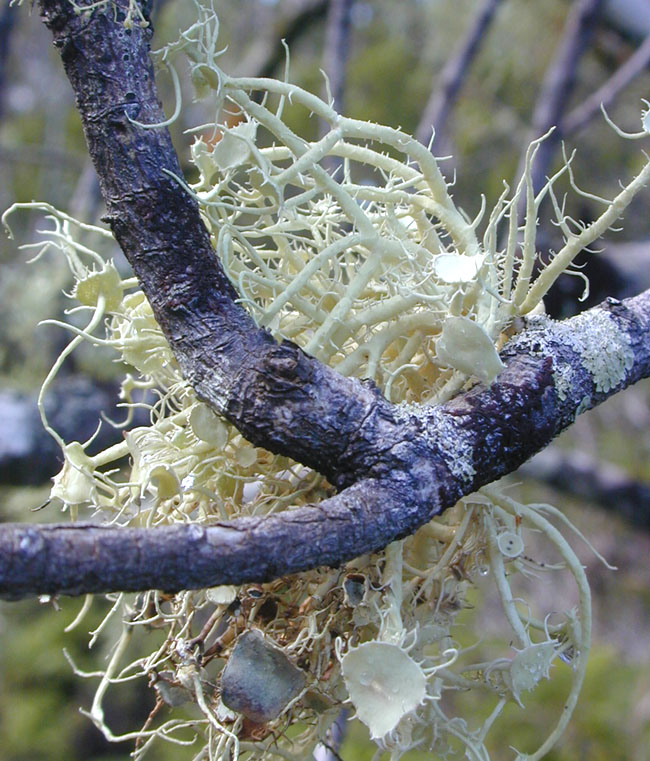
Usnea australis.

Usnea (de l'arabe ushna أشنة « mousse, lichen ») est un genre de lichens de type fruticuleux de la famille des Parmeliaceae. Ce sont les usnées.
Plusieurs espèces sont appelées « barbe de Jupiter » ou « usnée barbue » (notamment Usnea barbata et Usnea filipendula ).

## Caractéristiques
Le thalle possède des ramifications dotées de fortes capacités d'extension (jusqu'à 110 % de leur longueur initiale en conditions humides). Cette caractéristique provient des propriétés élastiques du cordon médullaire central fibreux qui permettent au lichen de résister à des stress mécaniques importants (notamment le vent). 

## Quelques espèces
- Usnea aculeata
- Usnea affinis
- Usnea alpina
- Usnea amabilis
- Usnea angulata
- Usnea antarctica Du Rietz, 1926
- Usnea arizonica
- Usnea australis J.D. Zhao, L.W. Hsu et Z.M. Sun
- Usnea baileyi
- Usnea barbata (L.) Weber ex F.H.Wigg
- Usnea californica
- Usnea capillaris Motyka
- Usnea catenulata
- Usnea cavernosa Tuck.
- Usnea ceratina Ach.
- Usnea ciliifera
- Usnea cirrosa
- Usnea condensata
- Usnea confusa
- Usnea cornuta Körb.
- Usnea deformis
- Usnea dimorpha
- Usnea diplotypus Vain.
- Usnea duriuscula
- Usnea endochrysea
- Usnea erinacea
- Usnea evansii
- Usnea fibrillosa
- Usnea filipendula Stirt.
- Usnea finkii
- Usnea florida (L.) Wigg.
- Usnea fragilescens Hav. ex Lynge
- Usnea freyi
- Usnea fulvoreagens
- Usnea furfurosula
- Usnea glabrata (Ach.) Vain.
- Usnea glabrescens (Nyl. ex Vain.) Vain.
- Usnea graciosa
- Usnea hesperina
- Usnea hirta (L.) F.H. Wigg.
- Usnea intermedia Jatta
- Usnea kajalae
- Usnea lapponica Vain.
- Usnea leucosticta
- Usnea longissima Ach.
- Usnea merrillii
- Usnea michauxii I.I. Tav.
- Usnea mirabilis
- Usnea monstruosa Vain.
- Usnea montana
- Usnea mutabilis
- Usnea occidentalis
- Usnea pachyclada
- Usnea pensylvanica
- Usnea perplexans
- Usnea prostrata Vain. ex Räsänen
- Usnea ramillosa
- Usnea retifera
- Usnea roseola
- Usnea rubicunda Stirt.
- Usnea sacbiosa
- Usnea scabrata Nyl.
- Usnea scholanderi
- Usnea sphacelata R. Br.
- Usnea spinulifera
- Usnea strigosa (Ach.) Eaton
- Usnea stuppea
- Usnea subclavata
- Usnea subfloridana Stirt.
- Usnea subfusca
- Usnea subhirta
- Usnea sublaxa
- Usnea subscabrosa Nyl. ex Motyka
- Usnea substerilis Motyka
- Usnea sylvatica
- Usnea trichodea Ach.
- Usnea tristis
- Usnea vainioi
- Usnea variegata
- Usnea variolosa
- Usnea wirthii P. Clerc
- Usnea xanthopoga